# Sophie's Choice (film)
Sophie's Choice is een Amerikaans-Britse dramafilm uit 1982 onder regie van Alan J. Pakula. Het scenario is gebaseerd op de gelijknamige roman uit 1979 van de Amerikaanse auteur William Styron.
De titel van de film wordt sindsdien soms gebruikt als aanduiding voor een verschrikkelijk dilemma, wanneer dat vergelijkbaar is met die situatie waarin moeder Sophie die onmogelijke keuze moet maken wie van haar twee kinderen de gaskamer in moet.

## Verhaal
Het is 1947 en Stingo, een jongeman met ambities om een schrijver te worden, huurt een kamer in een pension in de New Yorkse wijk Brooklyn. Al snel raakt hij bevriend met de Joodse Nathan en diens vriendin Sophie. Sophie is afkomstig uit Polen en een overlevende van het concentratiekamp Auschwitz-Birkenau. Terwijl Stingo werkt aan zijn roman verdiept ook zijn vriendschap met Sophie en Nathan. Nathan is, naar eigen zeggen, een genie, werkzaam bij een medisch bedrijf waar hij op het punt staat de Nobelprijs te winnen. Zijn vriendin Sophie onthult dat haar man door de nazi’s is vermoord en dat zij is gearresteerd en met haar kinderen naar Auschwitz gestuurd. Het is voor het eerst dat Stingo hoort dat de katholieke Sophie als niet-Joodse vrouw zoveel geleden heeft in de oorlog. In zijn idee hebben alleen de Joden geleden. Hij ontdekt ook dat de Joodse Nathan geobsedeerd is door de Jodenvervolging. Als Nathan dat merkt barst hij in woede uit. Stingo ervaart dat Nathan vaker last heeft van woede-uitbarstingen. Vaak wordt Sophie hierbij geslagen. Ook Stingo krijgt zijn portie. Zo wordt hij er door Nathan van beschuldigd achter Sophie aan te zitten. Als Stingo met de oudere broer van Nathan in gesprek raakt hoort hij dat de laatste helemaal geen biochemicus is. Nathan is schizofreen en heeft een onbelangrijk baantje bij een medisch laboratorium. Zijn woede-uitbarstingen en wisselende stemmingen komen allemaal voort uit zijn ziekte. Al snel blijkt dat Nathan zieker is dan zijn broer dacht. Tijdens een gigantische uitbarsting dreigt hij Stingo en Sophie te vermoorden omdat hij hen er van verdenkt een affaire te hebben. Om zijn woorden te benadrukken vuurt hij een geweer af en Sophie en Stingo vluchten.
Sophie en Stingo huren een kamer in een hotel om de nacht door te brengen. Terwijl ze op bed liggen wil Stingo zijn liefde aan Sophie verklaren en vraagt haar hem te trouwen. Maar deze legt hem het zwijgen op en vertelt waarom ze niet de moeder van zijn kinderen kan worden. Het blijkt dat Sophie in Auschwitz de meest afschuwelijke keus moest maken die een moeder kan maken. Een kampbewaker dwong haar te kiezen tussen haar dochtertje en haar zoon. Degene die ze koos mocht voorlopig blijven leven, de ander zou rechtstreeks naar de gaskamer gezonden worden. Uiteindelijk koos de tot het uiterste getergde Sophie voor haar zoontje. De jongen bezweek uiteindelijk echter ook aan een ziekte.
Sophie is nooit over haar keuze heen gekomen. Ze is psychisch kapotgemaakt en denkt alleen nog aan zelfmoord. Als Stingo de volgende morgen wakker wordt, vindt hij een briefje van Sophie, ze is terug naar Nathan. Als Stingo terugkeert naar het pension in Brooklyn, hoort hij dat Sophie en Nathan zelfmoord hebben gepleegd.

## Rolverdeling
| Acteur                  | Personage               |
| ----------------------- | ----------------------- |
| Meryl Streep            | Sophie                  |
| Kevin Kline             | Nathan                  |
| Peter MacNicol          | Stingo                  |
| Rita Karin              | Yetta                   |
| Stephen D. Newman       | Larry                   |
| Greta Turken            | Leslie Lapidus          |
| Josh Mostel             | Morris Fink             |
| Marcell Rosenblatt      | Astrid Weinstein        |
| Moishe Rosenfeld        | Moishe Rosenblum        |
| Robin Bartlett          | Lillian Grossman        |
| Eugene Lipinski         | Poolse professor        |
| John Rothman            | Bibliothecaris          |
| Joseph Leon             | Dokter Blackstock       |
| David Wohl              | Leraar Engels           |
| Nina Polan              | Vrouw in de Engelse les |
| Alexander Sirotin       | Man in de Engelse les   |
| Armand Dahan            | Man in de Engelse les   |
| Cortez Nance jr.        | Piccolo                 |
| Günther Maria Halmer    | Rudolf Höss             |
| Karlheinz Hackl         | SS-arts                 |
| Ulli Fessl              | Mevrouw Höss            |
| Melanie Pianka          | Emmi Höss               |
| Eugeniusz Priwieziencew | Gevangene in de douche  |
| Krystyna Karkowska      | Gevangen huishoudster   |
| Katharina Thalbach      | Wanda                   |
| Nedim Prohić            | Josef                   |
| Jennifer Lawn           | Kind van Sophie         |
| Adrian Kalitka          | Kind van Sophie         |
| Peter Wagenbreth        | Assistent van Höss      |
| Vida Jerman             | Vrouwelijke SS'er       |
| Irena Hampel            | Duits kind              |
| Sandra Markota          | Duits kind              |
| Hrvoje Šoštarić         | Duits kind              |
| Marko Zec               | Duits kind              |
| Ivica Pajer             | Vader van Sophie        |
| Michaela Karacic        | Sophie als kind         |
| Josef Sommer            | Vertelstem              |

## Prijzen en nominaties
| Jaar | Prijs                           | Categorie                      | Genomineerde(n)  | Uitslag     |
| ---- | ------------------------------- | ------------------------------ | ---------------- | ----------- |
| 1982 | Oscars                          | Beste actrice                  | Meryl Streep     | Gewonnen    |
| 1982 | Oscars                          | Beste camerawerk               | Néstor Almendros | Genomineerd |
| 1982 | Oscars                          | Beste kostuumontwerp           | Albert Wolsky    | Genomineerd |
| 1982 | Oscars                          | Beste originele muziek         | Marvin Hamlisch  | Genomineerd |
| 1982 | Oscars                          | Beste bewerkte scenario        | Alan J. Pakula   | Genomineerd |
| 1982 | BAFTA's                         | Beste actrice                  | Meryl Streep     | Genomineerd |
| 1982 | BAFTA's                         | Beste nieuwkomer               | Kevin Kline      | Genomineerd |
| 1982 | Golden Globes                   | Beste dramafilm                | Alan J. Pakula   | Genomineerd |
| 1982 | Golden Globes                   | Beste actrice in een dramafilm | Meryl Streep     | Gewonnen    |
| 1982 | Golden Globes                   | Beste mannelijke nieuwkomer    | Kevin Kline      | Genomineerd |
| 1982 | Writers Guild of America Awards | Beste bewerkte scenario        | Alan J. Pakula   | Genomineerd |

## Productie
Streep wilde de rol van Sophie zó graag spelen dat ze zich naar verluidt letterlijk aan de voeten van regisseur Alan J. Pakula wierp en hem smeekte haar de rol te laten spelen (John Skow, "What Makes Meryl Magic?" in Time, 7 september 1981). Ze leerde Pools voor de rol van Sophie en leek geen moeite te hebben met de lange en ingewikkelde Duitse en Poolse teksten in de film. Wel was er wat kritiek op het accent dat ze Sophie in de mond legt: een mengelmoes van Duits, Pools en Engels.
Pakula filmde de scène waarin Sophie moest kiezen maar één keer. Het was voor Streep een te grote emotionele belasting om het nog eens over te doen.

## Achtergrond
De film is gebaseerd op het gelijknamige boek van William Styron, dat bijna letterlijk werd verfilmd. Wat in de film minder naar voren komt is de vergelijking die Styron trekt tussen nazi-Duitsland en de slavenmaatschappij van het Amerikaanse zuiden in de 19e eeuw. Stingo, die afkomstig is uit het zuiden van de VS, is zich bewust van de vernederingen en mishandelingen die de zwarte slaven moesten ondergaan. Het lynchen van slaven stelt hij gelijk met de moord op de Joden. De vergelijking geeft aan het lijden een universeel karakter. Dit wordt versterkt door het feit dat Sophie niet Joods is, maar een Pools katholiek. Niet alleen de Joden werden vervolgd in het door de nazi’s bezette Europa, ook andere groeperingen waren het slachtoffer. Het is ironisch dat de vader van Sophie, die behoort tot de Poolse intelligentsia, praat over de "vernietiging van de Joden" om vervolgens zelf het slachtoffer te worden van de nazi’s. Na de bezetting van Polen werden veel Poolse intellectuelen vermoord. Het was de bedoeling dat de Polen, door de nazi’s gezien als Untermenschen, teruggebracht zouden worden tot een status van slavenarbeiders die amper konden lezen en schrijven.